# Binoculaire dispariteit
Binoculaire dispariteit is het verschil in de beelden van het linker- en rechteroog. Dit verschil kan een of meer van de volgende oorzaken hebben: 
- horizontale dispariteit: een verschil veroorzaakt doordat het linker en rechter oog uit een iets andere richting kijken waardoor diepteverschillen tussen objecten kunnen worden waargenomen;
- verticale dispariteit: een verschil in hoogte door de verticale kijkrichting van de ogen en/of het kantelen van het hoofd,  en
- cyclodispariteit: ongelijke rotaties van de twee ogen rond hun visuele assen;
- een aanzienlijk grootteverschil in de beelden van de twee ogen (aniseikonie), bijvoorbeeld door een positieve en een negatieve lens.

Verticale dispariteit, cyclodispariteit en aniseikonie kunnen belemmerend werken op het zien van diepte en kunnen dubbelzien (diplopie) geven.
De horopter wordt gebruikt in onderzoek om de relatie tussen dispariteit en dieptesensatie (stereopsis), en tussen dispariteit en dubbelbeelden, te beschrijven. 

## Horizontale dispariteit

Horizontale dispariteit van P ten opzichte van het fixatiepunt = α - β

In 1861 definieerde Hering horizontale dispariteit van een punt P relatief tot het fixatiepunt als het verschil tussen de hoeken α en β in de figuur, welke staan voor een bepaalde afstand op het netvlies. Dit verschil geeft een sensatie van diepte ten opzichte van het fixatiepunt en werd later absolute dispariteit genoemd. Het begrip relatieve dispariteit wordt gebruikt als maat voor de diepte tussen twee objecten onderling, ongeacht het fixatiepunt.  Onderzoek bij de mens suggereert dat onze hersenen absolute dispariteit bepalen en in een tweede stap hieruit de relatieve dispariteiten tussen objecten onderling afleiden.
Bij stereozien (stereoscopie) wordt horizontale dispariteit ook uitgedrukt in het aantal pixels dat het beeld in het rechterbeeld is verschoven t.o.v. het linker beeld.

Dispariteit als parrallax.

Horizontale dispariteit wordt soms binoculaire parallax genoemd. Echter, er is alleen sprake van parallax als de waarnemer en omgeving ten opzichte van elkaar bewegen. De sensatie van diepte bij bewegingsparallax vertoont wel grote overeenkomst met de sensatie van diepte bij horizontale dispariteit. In beide gevallen is er sprake van stereopsis waarbij personen en objecten die zich op verschillende afstanden bevinden, "los van elkaar" lijken te staan. Hoewel de relatieve afstanden zeer precies kunnen worden ingeschat geldt dit niet voor de afstand tot de waarnemer. Deze wordt niet zo precies waargenomen.

## Horopter

De horopter. Punt D (dichterbij) heeft gekruiste dispariteit. V (verderweg) heeft parallelle dispariteit.

Theoretisch is de horopter de verzameling punten met een dispariteit van nul ten opzichte van het fixatiepunt (α = β). Horizontale dispariteit, maar in sommige gevallen ook verticale dispariteit, geven een sensatie van diepte, maar alleen als horizontale, verticale en cyclo-dispariteiten beperkt in omvang zijn. 
Horizontale dispariteit wordt ook geassocieerd met de waargenomen afstand tussen dubbelbeelden. Nul-dispariteit en kleine dispariteiten worden geassocieerd met het zien van gefuseerde beelden bij richtingzien.

## Toepassing
Wheatstone vond de stereoscoop uit in 1838 en bewees dat horizontale dispariteit voldoende is om stereopsis te ervaren. Sindsdien zijn er vele toepassingen gerealiseerd, variërend van instrumenten zoals de binoculaire microscoop tot hulpmiddelen voor stereozien (stereoscopie).
In de geneeskunde wordt dispariteit gebruikt om aandoeningen in het binoculair zien op te sporen en te corrigeren.
Diepteinformatie gebaseerd op dispariteit is niet altijd eenduidig (correspondentieprobleem). Bij de mens leidt dit tot de tweespijkerillusie.
Dieptezien op basis van dispariteit is ook aangetoond bij dieren. Hierbij wordt onderscheid gemaakt tussen het zien van egocentrische diepte en relatieve diepte. 
Kennis van dispariteit kan worden gebruikt om informatie uit stereobeelden te halen. Met behulp van geometrie en algebra kunnen de dispariteiten die in de 2D-stereobeelden aanwezig zijn, worden geïnterpreteerd als coördinaten in de 3D-ruimte. Dit kan worden gebruikt bij  robotnavigatie. De Mars Exploration Rover gebruikt dit om het terrein te scannen op obstakels. Hij heeft hiervoor stereoscocamera's en voert dispariteitberekeningen uit op de geschoten stereobeelden, om objecten zoals rotsblokken te detecteren en te ontwijken.